# Đạo luật Gold Standard
Đạo luật Gold Standard (tạm dịch: đạo luật bản vị vàng) của Hoa Kỳ là tên một đạo luật được thông qua vào năm 1900 (phê chuẩn vào ngày 14 tháng 3) và đặt vàng trở thành một bản vị duy nhất để đảm bảo cho tiền giấy; dừng việc sử dụng chế độ hai bản vị (trong đó cho phép dùng bạc thay thế cho vàng. Tổng thống Mỹ William McKinley đã ký thông qua đạo luật.
Đạo luật khiến cho chế độ Bản vị vàng đã có về mặt pháp lý từ Đạo luật Coinage năm 1873, nhờ đó chủ nợ có thể đòi bất cứ kim loại nào (thường là vàng), trở thành thực tế; giống như các cường quốc châu Âu trong cùng một thời gian.
Đạo luật ấn định giá Đôla Mỹ ở mức 25+8⁄10 gren vàng 90 (90% độ tinh khiết), tương đương với 23,22 gren vàng ròng.
Đạo luật bản vị vàng xác nhận sự cam kết của chính phủ Hoa Kỳ đối với chế độ bản vị vàng bằng cách định giá vàng dựa trên một giá Đôla cụ thể (khoảng hơn 20.67 đôla cho mỗi once). Việc này diễn ra sau khi McKinley phái một đoàn sứ giả đi Châu Âu để thỏa hiệp về bạc với Pháp và Anh.
Đến ngày 25 tháng 4 năm 1933, Hoa Kỳ và Canada đồng loạt bỏ chế độ bản vị vàng.